# Vasile Iordache
Vasile Iordache (Jászvásár, 1950. október 9. –) válogatott román labdarúgó, kapus, edző.

## Pályafutása

### Klubcsapatban
1969 és 1971 között a Politehnica Iași labdarúgója volt. 1971–72-ben a sorkatonai szolgálatát teljesítette. 1972 és 1984 között a Steaua București csapatában szerepelt és két-két román bajnoki címet (1975–76, 1977–78) illetve kupagyőzelmet (1976, 1979) ért el. 1984 és 1986 között az FCM Brașov kapusa volt és itt fejezte be az aktív labdarúgást.

### A válogatottban
1976 és 1984 között 23 alkalommal szerepelt a román válogatottban. 1976. május 12-én Veliko Tarnovóban, a bolgár válogatott elleni Balkán-kupadöntőn mutatkozott be az A-válogatottban. A találkozó 1–0-s bolgár győzelemmel zárult. Részt vett az 1984-es franciaországi Európa-bajnokságon, ahol egy mérkőzésen sem lépett pályára és a román válogatott a csoportkörben kiesett. Utoljára 1984. július 31-én szerepelt a válogatottban Bodzavásárban a Kína elleni barátságos mérkőzésen, ahol 1–0-s román győzelem született.

### Edzőként
1984 és 1986 között az FCM Brașov játékos-edzője volt. 1986 és 1990 között a Steaua București kapusedzőjeként tevékenykedett. 1990-ben az Universitatea Cluj vezetőedzője, 1991 és 1994 között a Steaua segédedzője volt. 1994-től nyolc éven át az Egyesült Arab Emírségekben dolgozott az Al-Sabab, az Al-Ahli és az El-Ajn vezetőedzőjeként. 2002 óta többnyire kapusedzőként tevékenykedett: 2002-ben a Steaua, 2002 és 2005 között a Național București, 2005-ben az FC Timișoara, 2006–07-ben ismét a Steaua, 2008-ban a Prefab Modelu csapatainál. 2007–08-ban a Concordia Chiajna segédedzője volt.

## Sikerei, díjai
Steaua București
- Román bajnokság
  - bajnok (2): 1975–76, 1977–78
- Román kupa
  - győztes (2): 1976, 1979

## Statisztika

### Klubpályafutás
| Csapat           | Ország   | Bajnokság | Idény    | Mérk. | Gól |
| ---------------- | -------- | --------- | -------- | ----- | --- |
| Politehnica Iași | Románia  | Liga I    | 1969–70  | 3     | 0   |
| Politehnica Iași | Románia  | Liga I    | 1970–71  | 25    | 0   |
| Steaua București | Románia  | Liga I    | 1972–73  | 11    | 0   |
| Steaua București | Románia  | Liga I    | 1973–74  | 20    | 0   |
| Steaua București | Románia  | Liga I    | 1974–75  | 18    | 0   |
| Steaua București | Románia  | Liga I    | 1975–76  | 13    | 0   |
| Steaua București | Románia  | Liga I    | 1976–77  | 22    | 0   |
| Steaua București | Románia  | Liga I    | 1977–78  | 14    | 0   |
| Steaua București | Románia  | Liga I    | 1978–79  | 22    | 0   |
| Steaua București | Románia  | Liga I    | 1979–80  | 31    | 0   |
| Steaua București | Románia  | Liga I    | 1980–81  | 27    | 0   |
| Steaua București | Románia  | Liga I    | 1981–82  | 21    | 0   |
| Steaua București | Románia  | Liga I    | 1982–83  | 5     | 0   |
| Steaua București | Románia  | Liga I    | 1983–84  | 27    | 0   |
| FCM Brașov       | Románia  | Liga I    | 1984–85  | 11    | 0   |
| FCM Brașov       | Románia  | Liga I    | 1985–86  | 1     | 0   |
| Összesen         | Összesen | Összesen  | Összesen | 271   | 0   |

### Mérkőzései a román válogatottban
| Románia | Románia              | Románia                         | Románia       | Románia  | Románia       | Románia      | Románia | Románia |
| #       | Dátum                | Helyszín                        | Hazai         | Eredmény | Vendég        | Kiírás       | Gólok   | Esemény |
| ------- | -------------------- | ------------------------------- | ------------- | -------- | ------------- | ------------ | ------- | ------- |
| 1.      | 1976. május 12.      | Veliko Trnovo, Ivajlo Stadion   | Bulgária      | 1 – 0    | Románia       | Balkán-kupa  | -       |         |
| 2.      | 1976. június 5.      | Milánó, Giuseppe Meazza Stadion | Olaszország   | 4 – 2    | Románia       | barátságos   | -       |         |
| 3.      | 1977. március 23.    | Bukarest, Steaua Stadion        | Románia       | 4 – 0    | Törökország   | Balkán-kupa  | -       |         |
| 4.      | 1980. február 16.    | Nápoly, San Paolo Stadion       | Olaszország   | 2 – 1    | Románia       | barátságos   | -       |         |
| 5.      | 1980. március 30.    | Belgrád, Omladinski Stadion     | Jugoszlávia   | 2 – 0    | Románia       | Balkán-kupa  | -       |         |
| 6.      | 1980. április 2.     | Bukarest, Augusztus 23. Stadion | Románia       | 2 – 2    | NDK           | barátságos   | -       |         |
| 7.      | 1980. május 18.      | Brno, Stadion Za Lužánkami      | Csehszlovákia | 2 – 1    | Románia       | barátságos   | -       |         |
| 8.      | 1980. június 6.      | Brüsszel, Heysel Stadion        | Belgium       | 2 – 1    | Románia       | barátságos   | -       |         |
| 9.      | 1980. augusztus 27.  | Bukarest, Augusztus 23. Stadion | Románia       | 4 – 1    | Jugoszlávia   | Balkán-kupa  | -       |         |
| 10.     | 1980. szeptember 10. | Várna, Jurij Gagarin stadion    | Bulgária      | 1 – 2    | Románia       | barátságos   | -       | 39'     |
| 11.     | 1980. szeptember 24. | Oslo, Ullevaal Stadion          | Norvégia      | 1 – 1    | Románia       | vb-selejtező | -       |         |
| 12.     | 1980. október 15.    | Bukarest, Augusztus 23. Stadion | Románia       | 2 – 1    | Anglia        | vb-selejtező | -       |         |
| 13.     | 1981. március 25.    | Bukarest, Augusztus 23. Stadion | Románia       | 2 – 0    | Lengyelország | barátságos   | -       |         |
| 14.     | 1981. április 8.     | Tel-Aviv, Bloomfield stadion    | Izrael        | 2 – 1    | Románia       | barátságos   | -       |         |
| 15.     | 1981. április 29.    | London, Wembley Stadion         | Anglia        | 0 – 0    | Románia       | vb-selejtező | -       |         |
| 16.     | 1981. május 13.      | Budapest, Népstadion            | Magyarország  | 1 – 0    | Románia       | vb-selejtező | -       |         |
| 17.     | 1982. március 24.    | Brüsszel, Heysel Stadion        | Belgium       | 4 – 1    | Románia       | barátságos   | -       | 46'     |
| 18.     | 1982. május 16.      | Lima, Estadio Nacional          | Peru          | 2 – 0    | Románia       | barátságos   | -       |         |
| 19.     | 1983. november 8.    | Tel-Aviv, Bloomfield stadion    | Izrael        | 1 – 1    | Románia       | barátságos   | -       |         |
| 20.     | 1984. február 7.     | Algír, 1962. július 5. Stadion  | Algéria       | 1 – 1    | Románia       | barátságos   | -       |         |
| 21.     | 1984. március 7.     | Craiova, Stadionul Central      | Románia       | 2 – 0    | Görögország   | barátságos   | -       | 46'     |
| 22.     | 1984. április 11.    | Nagyvárad, Városi stadion       | Románia       | 0 – 0    | Izrael        | barátságos   | -       | 46'     |
| 23.     | 1984. július 31.     | Bodzavásár, Városi stadion      | Románia       | 1 – 0    | Kína          | barátságos   | -       |         |
|         | Összesen             |                                 |               | 23       | mérkőzés      |              | 0       | gól     |